# Mar de Mawson

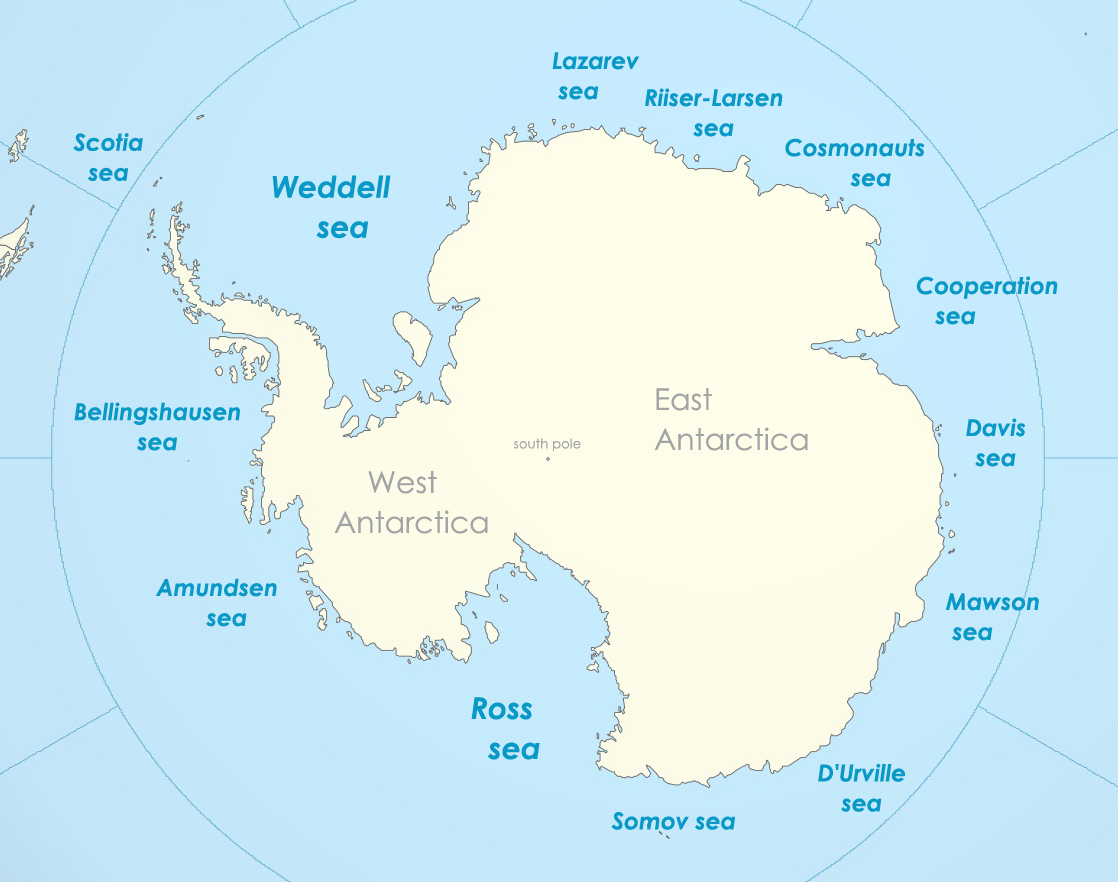
Mapa dos mares antárticos

O Mar de Mawson é uma área do mar junto à costa da Terra da Rainha Mary da Antártica Leste entre a Plataforma de gelo Shackleton no oeste e a Baía Vincennes no leste. À oeste dele, no lado ocidental da Plataforma de gelo Shackleton, está o Mar de Davis. Para leste está a Ilha Bowman e a Baía Vincennes.
Duas importantes desembocaduras da geleira no Mar de Mawson são: a Geleira Scott e a Geleira Denman. Calving da Geleira Denman no Mar de Mawson dá origem ao aparecimento periódico Ilha de gelo Pobeda.